# Zlodowacenia na terenie Polski

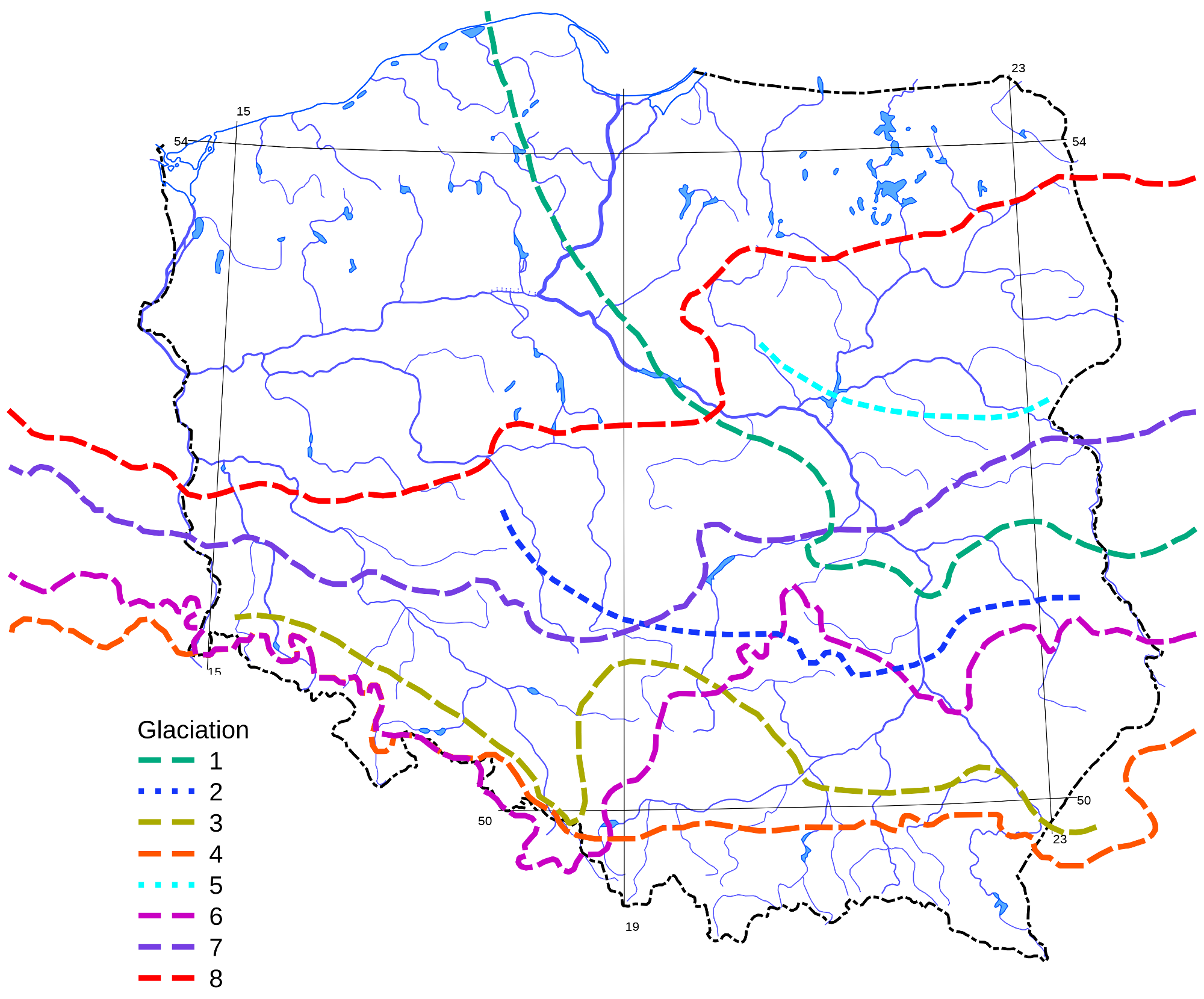
Maksymalne zasięgi zlodowaceń na obszarze Polski

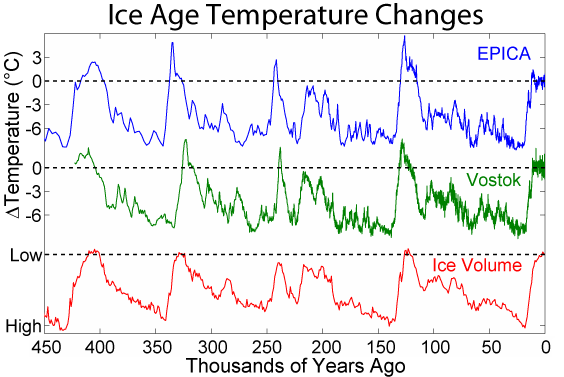
Rekonstrukcja zmian temperatury na Antarktydzie podczas ostatnich 450 tysięcy lat, na podstawie analizy składu izotopowego wody ze rdzeni lodowych

W epoce plejstocenu wystąpił cykl kilku zlodowaceń, podczas których obszar Polski częściowo lub niemal całkowicie pokryty był lądolodem. W tym czasie lądolód okresowo narastał i topniał, przez co na terenie prawie całego kraju znajdują się plejstoceńskie osady lodowcowe i wodnolodowcowe.
Podczas plejstoceńskich glacjałów wielokrotnie tworzyły się lodowce górskie. W Karpatach szczególnie miało to miejsce w Tatrach i w Niżnych Tatrach, a w Sudetach w Karkonoszach. W tych pasmach górskich, a zwłaszcza w Tatrach, do dzisiaj widać liczne ślady w postaci kotłów lodowcowych, moren, rygli skalnych, wygładów lodowcowych oraz systemów dolin U-kształtnych, dolin zawieszonych i innych form rzeźby glacjalnej. Natomiast obszar Gór Świętokrzyskich był prawie w całości pokryty lądolodem skandynawskim, z którego wystawały jedynie wyższe partie gór jako nunataki.
Na tych obszarach kraju, do których nie dotarł lądolód, gdy śniegu było bardzo dużo lecz zbyt mało, aby się uformował lodowiec lokalny (lodowiec górski), panowały warunki peryglacjalne. Duże nagromadzenia śniegu powodowały słabsze, lecz podobne do efektów działania lodowca na rzeźbę terenu, procesy niwalne. Ich rezultaty można rozpoznać w wielu masywach górskich – w Tatrach, na Babiej Górze, w Karkonoszach, Masywie Śnieżnika, Górach Izerskich, są to m.in. nisze niwalne.
W jeszcze cieplejszych okresach (jak i w wielu krajach położonych na południe od Polski), zamiast opadów śniegu występowały nieraz zwiększone opady deszczu (tzn. okresy pluwialne lub pluwiały), modelując powierzchnię terenu erozyjnie. Efekty tych procesów widać w niektórych miejscach do dziś, np. w niższych częściach polskich Karpat, gdzie również występują szerokie doliny.

## Zlodowacenia w Polsce
Należy zwrócić uwagę, że podany podział jest tylko jednym z zaproponowanych i dotyczy jedynie Polski. W pozostałej części Europy i na świecie (szczególnie w Ameryce Północnej) wydarzenia przebiegały podobnie, lecz niekiedy znacząco różniły się w szczegółach lub ramach czasowych i niekiedy bardzo trudno jest skorelować je wzajemnie regionalnie. Burzliwe dyskusje i spory nt. dokładnego opisu ostatnich ziemskich lodowaceń ciągle trwają, jak w rzadko której innej dziedzinie geologii i prawdopodobnie będą trwały jeszcze wiele lat.

## Zlodowacenie północno-wschodnio-polskie (podlaskie)
Zwane zlodowaceniem podlaskim lub zlodowaceniem północno-wschodnio-polskim. Trwało od 1200 tys. do 950 tys. lat temu.

### Zlodowacenie Narwi
Uznaje się je za najstarsze polskie zlodowacenie plejstoceńskie. Podczas niego czoło lądolodu dosięgło północnego przedpola Wyżyny Lubelskiej, rejonu ujścia Pilicy i okolic Płocka, skąd linię zasięgu prowadzi się na północ, w stronę Doliny Dolnej Wisły. Lądolód pokrył więc wówczas północno-wschodnią część kraju. Gliny zwałowe występujące lokalnie w przekroju doliny Wisły, w rejonie Gałachów, są pozostałością po tym zlodowaceniu.
Określenie dokładnego zasięgu tego zlodowacenia jest trudne, gdyż jego utwory praktycznie nie występują na powierzchni terenu. Według niektórych szacunków miało ono miejsce od 950 tysięcy do 900 tysięcy lat temu.
Po okresie zlodowacenia nastąpił interglacjał podlaski, podczas którego rzeki wydrążyły głębokie doliny, wypełniające się osadami aluwialnymi, zwłaszcza piaszczysto-żwirowymi, a także mułem zawierającym szczątki flory.

## Zlodowacenia południowopolskie
Trwało od 730 tys. do 430 tys. lat temu.

### Zlodowacenie Nidy
Było pierwszym ze zlodowaceń południowopolskich, podczas którego lądolód objął Wzniesienia Łódzkie i Wyżynę Lubelską, oparł się o północne stoki Gór Świętokrzyskich. Najstarszy poziom gliny zwałowej jest uważany za ślad po tym zlodowaceniu; szczególnie dobrze zachowane jej pokłady znajdują się w północnej i zachodniej części Gór Świętokrzyskich, a także w rejonach rowu Kleszczowa (koło Bełchatowa) i niektórych głębokich dolinach Wyżyny Lubelskiej.
Najstarsze znane polskie lessy, mułki i iły warwowe akumulowały się w okresie tego glacjału.
W niewielu miejscach w kraju zachowały się osady rzeczne, bagienne i jeziorne zawierające szczątki fauny i flory (m.in. na Wzniesieniach Łódzkich, Nizinie Mazowieckiej, Wyżynie Lubelskiej), świadczące o interglacjale małopolskim, który nastąpił po zlodowaceniu Nidy.

### Zlodowacenie Sanu I
W kolejnym ze zlodowaceń południowopolskich, lądolód osiągnął przedpole Sudetów i Dolinę Dolnego Sanu, przekraczając tym samym pas wyżyn środkowopolskich. Gliny zwałowe, będące pozostałością tego okresu osiągają miąższość od 5 do 30 metrów.
Po okresie ochłodzenia nastąpił interglacjał ferdynandowski, podczas którego lądolód całkowicie ustąpił z terenów Polski, co wzmogło procesy erozyjne; osadzały się piaski, żwiry, bruki rezydualne, a w jeziorach mułki, ziemia okrzemkowa, kreda jeziorna, gytia i  torfy.

### Zlodowacenie Sanu II
W ostatnim ze zlodowaceń południowopolskich lądolód dosięgnął północnych stoków Roztocza i Karpat oraz Sudetów. W tym czasie osadziły się gliny zwałowe, piaski i żwiry wodnolodowcowe o miąższości kilkunastu metrów. W dolinach rzek spływających z Karpat zalegało 90 metrów osadów.
Po chłodnym okresie nastąpił dwudzielny interglacjał wielki, w czasie którego powstały rzeczne osady okruchowe, a także osady jeziorne, muły, iły, kreda jeziorna, ziemia okrzemkowa i torfy, obecne dziś na wyżynach przedpola Karpat i Sudetów, czy na Niżu Polskim.

## Zlodowacenia środkowopolskie
Trwało od 300 tys. do 170 tys. lat temu.

### Zlodowacenie Liwca
W pierwszym ze zlodowaceń środkowopolskich, które wystąpiło 400–360 tys. lat temu, lądolód objął swoim zasięgiem Polskę północno-wschodnią; w dorzeczu rzeki Liwiec jego czoło sięgało równoleżnika, na którym leży dziś Warszawa. Osady powstałe w tym glacjale to gliny zwałowe; osadami zastoiskowymi są mułki i iły warwowe, które akumulowane były w jeziorach zastoiskowych powstających przed czołem lądolodu. Najstarsze poziomy lessowe południowej Polski powstały podczas tego zlodowacenia.
Po chłodnym okresie nastąpił niedługi, trwający kilkadziesiąt tysięcy lat, interglacjał Zbójna, kiedy dominowała erozja utworów z poprzednich zlodowaceń. Klimat był cieplejszy od obecnego. Powszechne są osady aluwialne i limniczne z tego interglacjału.

### Zlodowacenie Krzny
Około 330–320 tys. lat temu lądolód, pokrywając obecne dorzecze Krzny, dotarł w sąsiedztwo Wyżyn; Małopolskiej i Lubelskiej. Wcisnął się lobem między obie doliną pra-Wisły.
Po zlodowaceniu Krzny nastąpiło duże ocieplenie – interglacjał lubelski, z dwoma optimami klimatycznymi.

### Zlodowacenie Odry
Miało ono największy zasięg spośród zlodowaceń środkowopolskich – lądolód ponownie oparł się o Sudety, wkraczając nieznacznie w Bramę Morawską; jego linia zasięgu biegła ku północnemu wschodowi obramowując Góry Świętokrzyskie i dotykając północnej części Roztocza. Ciągi moren czołowych, gliny zwałowe, pola sandrowe, wzgórza kemowe, ozy, występujące na Wzniesieniach Łódzkich, Nizinie Mazowieckiej, Południowopodlaskiej, a także na Wyżynie Śląskiej, Wyżynie Małopolskiej (na których nastąpiła sedymentacja lessów) i na przedgórzu Sudetów wyznaczają maksymalny zasięg tego zlodowacenia.
W następującym interglacjale lubawskim wytworzyły się osady organogeniczne, rzeczne i limniczne, a w lessach występujących na południu Polski znajdują się gleby kopalne, pochodzące właśnie z tego interglacjału.

### Zlodowacenie Warty
Datowane jest na okres od 215/210 tys. do 130/125 tys. lat temu.
Podczas zlodowacenia Warty pojawiły się trzy mniejsze nasunięcia lądolodu, podczas najsilniejszego z nich, określanego czasami jako stadiał Pilicy, dotarł on do Doliny Dolnej Pilicy, nieznacznie ją przekraczając na wschodzie od Warki. Ciąg bardziej lub mniej zachowanych moren czołowych i innych form akumulacyjnych w pasie od rejonu ujścia Wieprza po Podlaskiego Przełomu Bugu wyznacza jego maksymalny zasięg na wschód od Wisły. Natomiast od niej na zachód lądolód tworzył duży lob na południo-zachód od dzisiejszej Łodzi, zajmując obszar dalej ku zachodowi.
Każdy z chłodniejszych okresów zlodowacenia Warty pozostawił po sobie gliny zwałowe poprzedzielane piaszczysto-żwirowymi osadami wodnolodowcowymi lub mułkami i iłami zastoiskowymi a także pasy moren czołowych i pola sandrowe.
Po glacjale Warty klimat znacznie się ocieplił, nastąpił interstadiał eemski, w czasie którego w rejon dolnej Wisły wlały się wody morskie, a pozostałe obszary północnej i środkowej Polski były miejscem tworzenia się osadów jeziornych i rzecznych.

## Zlodowacenie północnopolskie
Trwało od 115 tys. do 11,7 tys. lat temu.

### Zlodowacenie Wisły

#### Stadiał Torunia
Podczas tego stadiału lądolód dwukrotnie objął Dolinę Dolnej Wisły, gdzie wcześniej znajdowała się zatoka morska.

#### Stadiał Świecia
W czasie następnego stadiału lądolód wkroczył prawdopodobnie także na obszar Warmii i północną część Pojezierza Mazurskiego.

#### Stadiał główny
W stadiale głównym zlodowacenia północnopolskiego wydzielono dwie [główne] fazy, pomorską i leszczyńską, podczas której lądolód osiągnął maksymalny zasięg dla stadiału. Jego czoło biegło wtedy od Zielonej Góry przez Leszno, Wrześnię, Konin, Płock, Nidzicę i dalej na wschód. Tuż przed czołem lądolodu powstały pradoliny: Głogowska, Warszawsko-Berlińska (w tym pradolina Bzury-Neru), prowadzące ku zachodowi wody roztopowe. W drugiej fazie, pomorskiej, lądolód pokrył tylko północną Polskę, nieco dalej obejmując doliny dolnej Wisły i Odry. Wody roztopowe odprowadzała na zachód pradolina Toruńsko-Eberswaldzka.
Około 13,8 tys. lat BP (faza Gardna) lądolód ostatecznie ustąpił z terenu obecnej Polski.